# Walckenaeria pyrenaea
Walckenaeria pyrenaea är en spindelart som först beskrevs av Denis 1952.  Walckenaeria pyrenaea ingår i släktet Walckenaeria och familjen täckvävarspindlar.
Artens utbredningsområde är Frankrike. Inga underarter finns listade i Catalogue of Life.